# あえいうえおあお
『あえいうえおあお』は、フジテレビ系列で2022年に放送されたバラエティ番組である。

## 概要
取材のプロであるアナウンサー自身が「今知りたいこと」を提示し、街録インタビューを通じてそれらを明らかにしていく番組。 
矢部浩之（ナインティナイン）、後藤輝基（フットボールアワー）がそのインタビューの模様を鑑賞し、ツッコミやダメ出しなどを挟む。「ここにタイトルを入力」を手掛けた原田和実が企画・演出を担当しており、VTRではアナウンサーと原田の掛け合いによって進行していく。
名目上はアナウンサーによる聞き込み取材をメインとなっているが、インタビューへの協力者がなかなか見付からずに難航し、次第に「休憩をする」「対象者が多い場所へ移動する」という建前で原田とアナウンサーによるデートへとシフトしていくのがお決まりの展開。デート中においては、原田とアナウンサーのやりとりを通じて、アナウンサー自身の仕事への向き合い方・葛藤・悩みや、プライベートへの一面が明らかになっていくものとなっている。
第1回放送は7月8日11時31分に発生した安倍晋三銃撃事件後、フジテレビにおいて報道特番および通常枠の報道・情報番組（枠拡大したものも含む）以外で放送された番組は、2022年7月9日未明放送の当番組が最初であった。

## 出演者
- 矢部浩之（ナインティナイン）
- 後藤輝基（フットボールアワー）

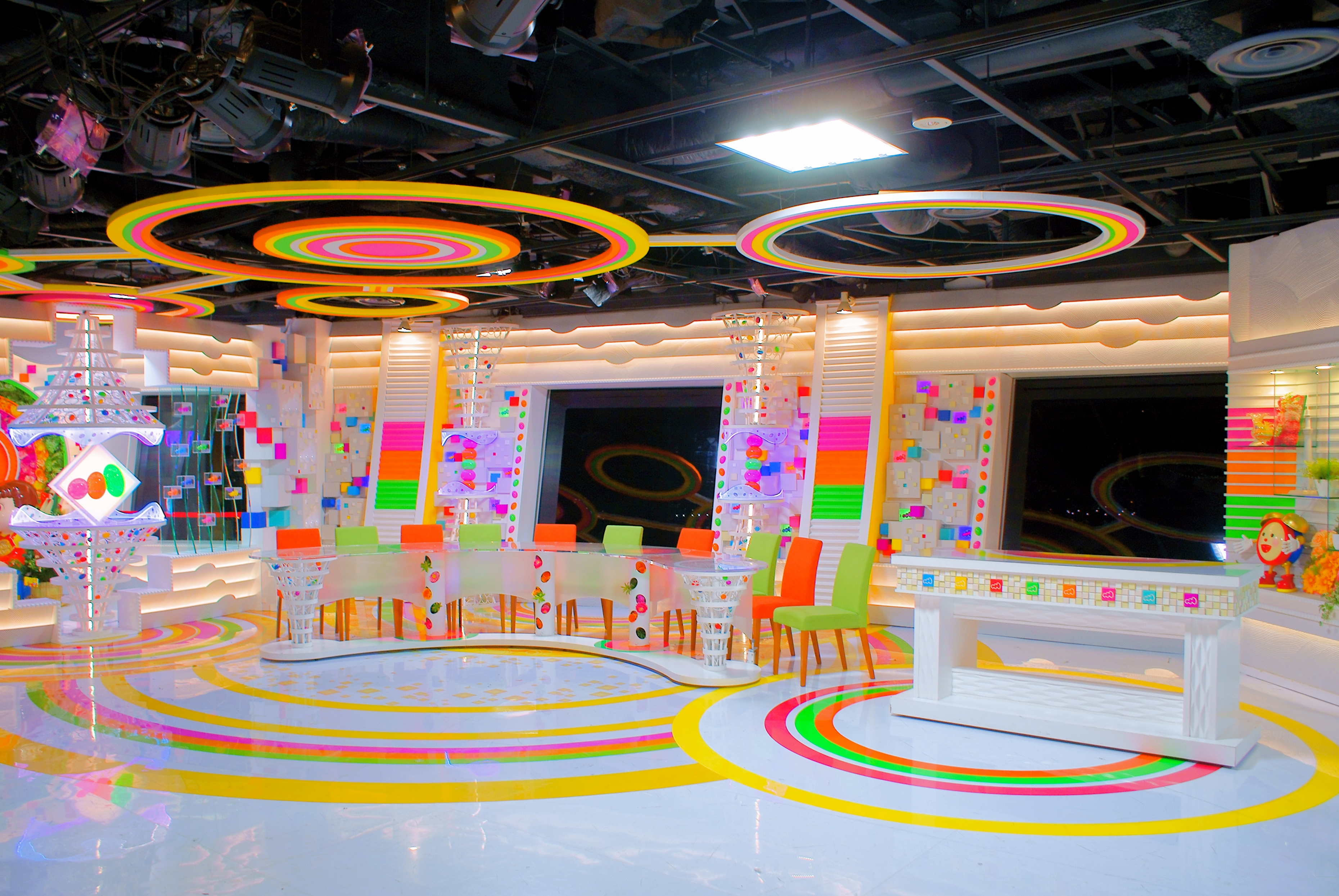
第3-4回の収録で使用された、めざまスカイ

  - 矢部・後藤はFCGビルの一部屋（1-2回はアナウンス部、3-4回はめざまスカイ、5-6回は副調整室）でVTRを鑑賞。本来のインタビューから逸脱するVTRに対して後藤は厳しく叱責するが、矢部はアナウンサーや原田を労う発言を繰り返す。

### VTR
- フジテレビアナウンサー1名

| No. | 放送日時                  | 出演者       | テーマ                                         | 備考 |
| --- | ------------------------- | ------------ | ---------------------------------------------- | ---- |
| 1   | 2022年 7月9日 1:05 - 1:35 | 宮司愛海     | ラッパーにネタ帳を見せてもらいリリックの書き方 |      |
| 2   | 7月16日 0:55 - 1:25       | 小山内鈴奈   | いいゲーム実況とは何か                         |      |
| 3   | 7月23日 0:55 - 1:25       | 杉原千尋     | ストリートミュージシャンの路上ライブ初日の話   |      |
| 4   | 7月30日 1:05 - 1:35       | 山本賢太     | マッチョが抱える苦悩                           |      |
| 5   | 8月6日 1:05 - 1:35        | 佐久間みなみ | 落ち込んだときに聴きたくなる曲                 |      |
| 6   | 8月13日 0:55 - 1:25       | 藤本万梨乃   | 東京大学出身の社会人に対する世間のイメージ     |      |

## ネット局
| 放送対象地域 | 放送局           | 系列           | 放送日時         | 放送期間               | ネット状況 |
| ------------ | ---------------- | -------------- | ---------------- | ---------------------- | ---------- |
| 関東広域圏   | フジテレビ（CX） | フジテレビ系列 | 土曜 0:55 - 1:25 | 2022年7月9日 - 8月13日 | 制作局     |
| 宮城県       | 仙台放送（OX）   | フジテレビ系列 | 土曜 0:55 - 1:25 | 2022年7月9日 - 8月13日 | 同時ネット |

## スタッフ
- 制作統括：北口富紀子（フジテレビ）
- 構成：竹村武司、さかもと良助
- タイトル映像：OODJOB
- タイトル音楽：相川由衣
- TP：真崎晋哉（フジテレビ）
- TM：橋本雄司
- CAM：新美高志／河合輝久（共同テレビジョン）
- VE：青木拓哉／阿部幸二郎（共同テレビジョン）
- AUD：浮所哲也／安藤貴幸（共同テレビジョン）
- 照明：ロケット
- TK：海老澤廉子
- 音響効果：高津浩史
- 編集：中島史雄、藤井彩
- MA：水野学
- 美術プロデューサー：三竹寛典（フジテレビ）
- デザイン：杉山宏樹（フジテレビ）
- アートコーディネーター：中村秀美
- メイク：山田かつら
- 技術協力：ニユーテレス、IMAGICA Lab.
- 広報：藏内彩季子・友田綾乃（共にフジテレビ）
- ディレクター：齋藤ノエル龍佑（クラフト）、田村貴広、廣井優樹
- AP：橋本苑香
- プロデューサー：石川敬大（フジテレビ）
- 企画・演出：原田和実（フジテレビ） - 取材ディレクター兼務。
- チーフプロデューサー：赤池洋文
- 制作：フジテレビ編成制作局バラエティー制作センター
- 制作著作：フジテレビ